# 矢野宏 (ジャーナリスト)
矢野宏（やの ひろし、1959年12月 - ）は、日本のジャーナリスト。
愛媛県出身。「新聞うずみ火」代表。元黒田ジャーナル記者。朝日放送や関西テレビの番組でブレーンを務め、サンテレビの情報番組「フライブ」やラジオ大阪「NEWSワンダーランド」「里見まさとのおおきに!サタデー」「中井雅之のハッピーで行こう!」で、コメンテーターとして日々のニュースを解説。2002年から2014年まで、関西大学非常勤講師として「マスコミ文章実習」の講義を担当。

## 出演番組
毎日放送ラジオ「ニュースなラヂオ」パーソナリティ

## 著書
- 『在日挑戦 朝鮮高級学校生インターハイへの道』木馬書館 1995
- 『絶望のなかに希望を拓くとき あなたにとって隣人とはだれか』インタビューと文 女子パウロ会 2004
- 『大阪空襲訴訟を知っていますか 置き去りにされた民間の戦争被害者 次世代に伝えたい謝罪と補償をもとめていま立ち上がる』せせらぎ出版 2009
- 『空襲被害はなぜ国の責任か 大阪空襲訴訟・原告23人の訴え』せせらぎ出版 2011

### 共著
- 『関西電力と原発』高橋宏共著 西日本出版社 2014
- 『大阪空襲訴訟は何を残したのか 伝えたい、次世代に』大前治共著 せせらぎ出版 2015
- 『住民投票までに知るべき『都構想』の嘘と真　新聞うずみ火編』栗原圭子共著 せせらぎ出版 2020